# 巴恩韋爾堡 (北卡羅萊納州)
巴恩韋爾堡（英語：Fort Barnwell）是位於美國北卡羅萊納州克雷文縣的非建制地區。

## 歷史
巴恩韋爾堡的郵局於1888年設立，其後於1921年停運。

## 地理
巴恩韋爾堡所處的海拔為高於海平面14米（即46英呎），而該地所採用的時區為UTC-5，即北美东部时区（EST）。同時該地設有夏令時間，為UTC-5調快一小時，即UTC-4（EDT）。